# The World Crisis
The World Crisis is een zesdelige historische reeks geschreven door Winston Churchill, gepubliceerd tussen 1923 en 1931, waarbij het derde deel in twee delen verscheen. De oorsprong van het werk lag deels in een reactie op kritiek van Reginald Brett op Churchills acties in 1914, zoals beschreven in zijn boek The Tragedy of Lord Kitchener. Het werk heeft een analytisch karakter en dient deels als rechtvaardiging van Churchills rol in de Eerste Wereldoorlog.
Churchill, die tijdens de oorlog eerste Lord van de admiralieit was, putte uit zijn ervaringen en verzamelde notities en documenten voor de reeks. De inhoud omvat militaire geschiedenis, diplomatieke en politieke geschiedenis, portretten van belangrijke politieke en militaire figuren, en persoonlijke memoires.
De boeken werden tussen 1923 en 1931 gepubliceerd door Thornton Butterworth in het Verenigd Koninkrijk en Charles Scribner's Sons in de Verenigde Staten. De ontvangst van het werk was overwegend positief, hoewel niet zonder kritiek. T.E. Lawrence prees het als "far and away the best war-book I’ve yet read" (ver weg het beste oorlogsboek dat ik tot nu toe gelezen heb), terwijl anderen, waaronder Malcolm Muggeridge en Lytton Strachey, kritiek uitten op verschillende aspecten, zoals de focus op openbare levens ten koste van privémotivaties.
Financieel gezien was The World Crisis een succes voor Churchill. De Britse edities verkochten 80.551 exemplaren en brachten hem £58.846 aan royalty's op. Een deel van deze opbrengsten werd gebruikt om zijn huis Chartwell te verwerven. De Amerikaanse editie leverde hem $20.633,10 op na aftrek van commissies.
In de jaren dertig werd The World Crisis kritisch bekeken, maar het werk speelde een belangrijke rol in de herwaardering van Churchills acties, met name zijn betrokkenheid bij de oorsprong van de tank en zijn rol in de Gallipoliveldtocht.